# Spektras Deckaress
Spektras Deckaress är den första av Jan Brobergs bokserier med utvalda deckare som aldrig hade översatts till svenska tidigare. De andra var Spektras Nya Deckaress, Spektras Kriminaless och Pusselmästarna. Spektras Deckaress bestod av 20 böcker och gavs ut med cirka fem volymer per år mellan 1973 och 1976. Förutom nedanstående titlar innehöll de flesta volymer en extra novell av samma författare.

## Böcker i serien
1. Drick ur ditt glas (Champagne For One 1958) av Rex Stout
2. Mannen från havet (The Man From the Sea 1955) av Michael Innes
3. Fara i lyxbil ('Murder Makes the Wheels Go Round 1966) av Emma Lathen
4. Listig som en orm (He Wouild Not Kill Patience 1944) av Carter Dickson
5. En man med många talanger (The Talented Mr Ripley 1955) av Patricia Highsmith
6. Ett koppel blodhundar - antologi redigerad av Jan Broberg
7. Försöka duger (Trial and Error 1937) av Anthony Berkeley
8. Rebus i rött (Face to Face 1967) av Ellery Queen
9. Flyktingen (The Fugitive 1962) av Robert L. Fish
10. Den femte kolonnen (The Smiler With the Knife 1939) av Nicholas Blake
11. Nätet (The Narrowing Circle 1954) av Julian Symons
12. Hårdkokta herrar - antologi redigerad av Jan Broberg
13. Gänget (Hail to the Chief 1973) av Ed McBain
14. Flugan på väggen (The Fly on the Wall 1971) av Tony Hillerman
15. Hämndens ögonblick (Rendezvous in Black 1948) av Cornell Woolrich
16. En man utan samvete (Ripley Underground 1970) av Patricia Highsmith
17. Ridåfall (The Case of the Gilded Fly 1944) av Edmund Crispin
18. Mannen på bänken (A Person Shouldn't Die Like That 1972) av Arthur D. Goldstein
19. Fara på färde (Journey Into Fear 1940) av Eric Ambler
20. Hök och duva (The Rainbird Pattern 1973) av Victor Canning

### Deckarrepriser
Dessutom gavs en parallell serie ut med så kallade deckarrepriser, som tidigare hade översatts till svenska. Det blev dock bara två volymer:
- A Den stora klockan (The Big Clock 1946) av Kenneth Fearing
- B Laura (Laura 1943) av Vera Caspary

## Böcker om deckare
Två volymer om deckare gavs ut av samma förlag och med samma utseende.
1. Ord om mord - Svenska deckarförfattare och kritiker diskuterar - antologi redigerad av Jan Broberg
2. Korsförhör - 12 deckarförfattare i vittnesbåset - intervjubok av Jan Broberg